# Бишунгаровские курганы
Бишунгаровские курганы — памятники археологии сарматской культуры III—II вв. до н. э. Географически расположены в Кармаскалинском районе Башкортостана на левом берегу реки Карламан рядом с деревней Бишаул-Унгарово.
Бишунгаровские курганы были открыты в 1960 г. А. П. Шокуровым, а исследовались в 1966, 1968, 1972 гг. А. Х. Пшеничнюком, в 1991 г. В. Н. Васильевым. Всего насчитывается 23 кургана, в которых были обнаружены по 3-12 захоронений. В захоронениях обнаружены останки погребённых, погребальный инвентарь и др.